# Dolmen de Volkonka
.El Dolmen de Volkonka (del ruso: Волконский дольмен) es un dolmen monolítico (tallado sobre una sola roca a partir de una pequeña entrada practicada en una de sus caras), erigido en torno al III-II milenio a. C. Está situado en el valle del río Gódlik, junto a la costa nordeste del mar Negro y el seló Volkonka del distrito de Lázarevskoye de la unidad municipal de Sochi del krai de Krasnodar, en el sur de la Rusia europea. Es un lugar turístico popular, protegido por el Estado.

## Características
Está tallado en una roca con formas muy irregulares. Su entrada simula la de un dolmen de losas. Se halla en un buen estado de conservación. La cámara interior tiene una cúpula semiesférica de una altura de 1.5 m y el suelo plano, con un hoyo. Las paredes no están pulidas, dando la impresión de hallarse inacabado. La entrada, prácticamente circular y bien conservada, se halla cerca del suelo, quizá para facilitar el drenaje del agua. La piedra que la tapaba no se ha conservado. Cerca del dolmen se halla un manantial de agua mineral.

## Galería

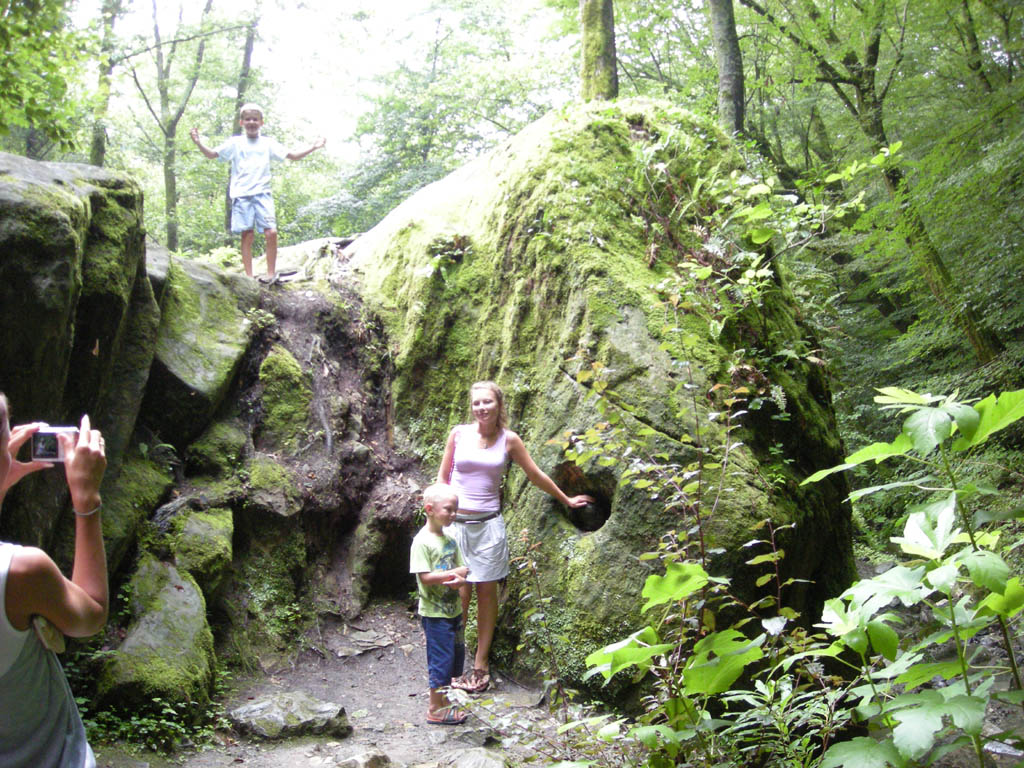
Otros restos tras el dolmen.
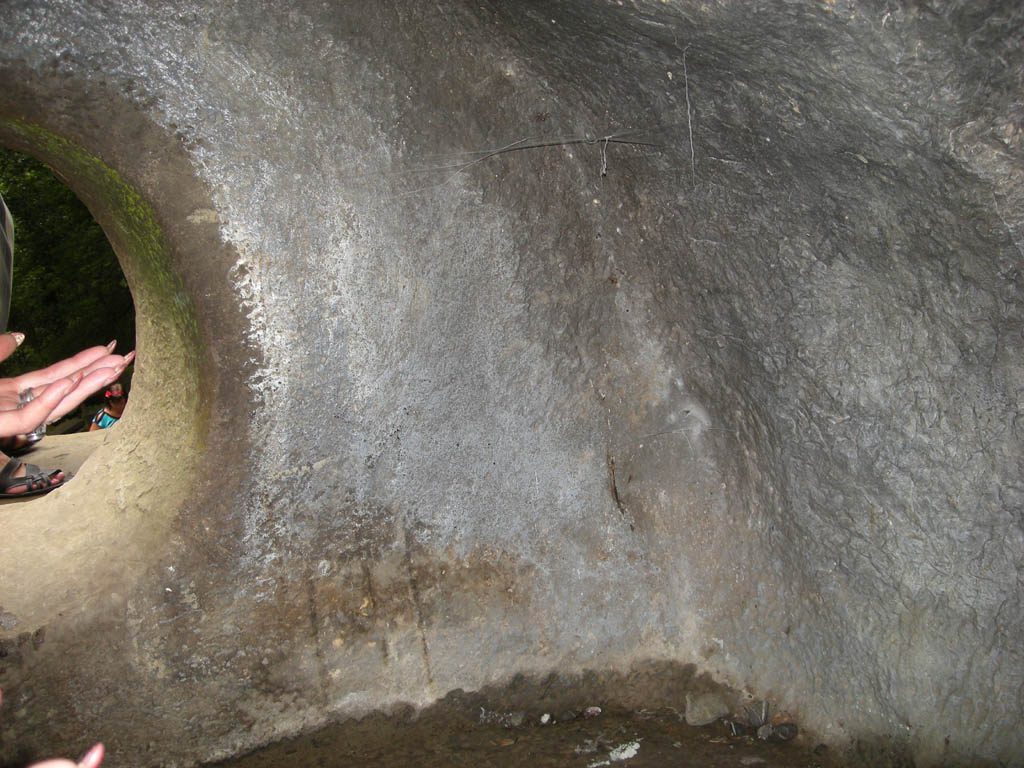
Interior del dolmen.
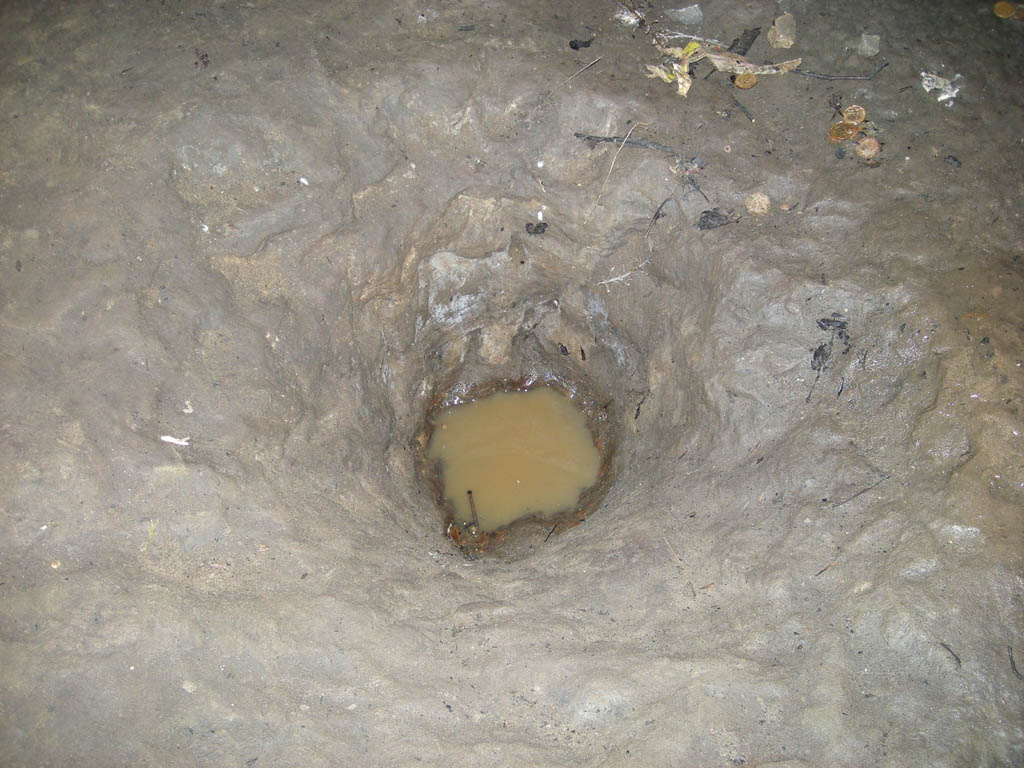
Hoyo en el suelo de la cámara.
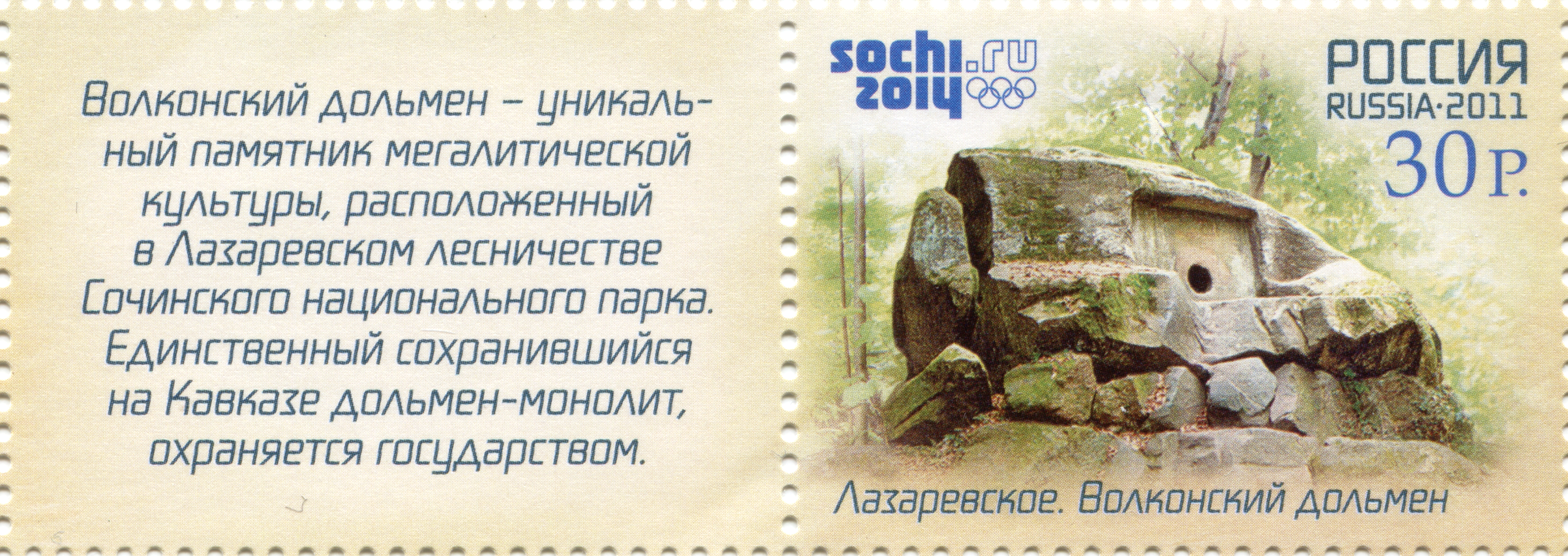
Sello de 30 rublos en el que figura el dolmen.